# ریچ هیل (میزوری)
ریچ هیل (به انگلیسی: Rich Hill) یک شهر در ایالات متحده آمریکا است که در شهرستان بیتس، میزوری واقع شده‌است. ریچ هیل ۳٫۵۷ کیلومتر مربع مساحت و ۱٬۳۹۶ نفر جمعیت دارد و ۲۴۴ متر بالاتر از سطح دریا واقع شده‌است.